# Microsoft Office 2010
Microsoft Office 2010, também chamado de Office 14, foi um pacote/suíte de aplicativos para escritório e serviços (software de produtividade) desenvolvido pela Microsoft, sendo a décima quarta versão do Microsoft Office lançada em janeiro de 2013, sucedendo à edição de 2010.
é uma suíte de escritório ou uma Informática Intermediária para Microsoft Windows,  sucessor do Microsoft Office 2007. O Microsoft Office 2010 oferece compatibilidade estendida a diversos formatos de arquivos, atualizações de interface do usuário e uma requintada experiência do usuário. Uma versão 64-bit do Office 2010 estará disponível.  Ele estará disponível para Windows XP SP3, Windows Vista e Windows 7. Além disso, o Office 2010 marca a estreia das versões gratuitas online do Word, Excel, PowerPoint e OneNote, que trabalharão nos três mais populares navegadores (Microsoft Internet Explorer,Google Chrome, Mozilla Firefox, e Safari). A Microsoft anunciou na manhã do dia 28 de julho de 2010, em São Paulo, o lançamento da versão brasileira do Office 2010 para usuário final. Foi a última versão do Office compatível com o Windows XP, Windows Server 2003, Windows Vista e Windows Server 2008.

## História
O desenvolvimento começou em 2006, enquanto a Microsoft, foi trabalhar no acabamento do Office 12, lançado como Office 2007. O número da versão 13 foi ignorado devido à aversão ao número 13. Foi previamente pensado que o Office 2010 (então chamado Office 14) iria aportar no primeiro semestre de 2009, porém Steve Ballmer anunciou oficialmente que o Office 2010 vai aportar em 2010, com uma contagem mais específica (dias), desde a www.office2010themovie.com.
Em 10 de janeiro de 2009, capturas de tela do Office 2010 numa compilação alpha foram vazadas por um testador.

## Características
De acordo com um artigo publicado no InfoWorld, em abril de 2006, o Office 2010 será mais "à base de papel" do que as versões anteriores. O artigo cita Simon Witts, vice-presidente corporativo da empresa e do Microsoft Partner Group, que afirmou que não haveria recursos personalizados aos trabalhadores em "papéis, como a investigação e desenvolvimento profissional, as vendas pessoas, e os recursos humanos. "Contração de ideias denominado Web 2.0", quando implementada na Internet, é provável que a Microsoft irá incorporar funcionalidades do SharePoint Server no Office 2010.
O Office implementaria a norma ISO 2010, versão compatível do Office Open XML, que foi padronizado como o ISO 29500, em Março de 2008.
Novas funcionalidades também incluiriam uma base de ferramenta de captura de tela, uma ferramenta de remoção de fundo, um modo de documento protegido, os novos modelos e permissão de autor SmartArt. O "Botão Office" do Office 2007 seria substituído por um botão que leva a uma janela-menu full-file, conhecida como Backstage Vista, oferecendo acesso fácil a tarefas centradas funções como a impressão e compartilhamento. Um refinada interface de Ribbon (lit., "fita" ou "faixa") estariam presentes em todas as aplicações do Office 2010, incluindo o Office Outlook, Visio, OneNote, Project e Publisher. As aplicações do Office 2010 também teriam jumplists funcionais no Windows 7.
Em 15 de abril de 2009, a Microsoft confirmou que o Office 2010 seria oficialmente lançado no primeiro trimestre de 2010. Eles anunciaram, em 12 de maio de 2009, num evento Tech Ed, que o Office 2010 iria começar os ensaios técnicos durante julho. Será também a primeira versão do Office para uso em ambas versões 32 bits e 64 bits.

## Technical Preview
A Microsoft anunciou que os usuários podem se inscrever e registrar para a visualização em http://www.office2010themovie.com/, com a intenção de testar antecipadamente o início para meados de julho de 2009. Em 15 de maio de 2009, o primeiro Technical Preview foi vazado para sites torrent. Logo após isso, a Microsoft Technet alegado através dos seus blogs que tinham vindo a acompanhar vários torrents e encontrou "muito poucos", a ser infectado com malware. Uma compilação interna pós-beta foi vazada em 12 de julho de 2009, mais recente que a construção da preview oficial e incluindo um "Limestone" internos de ensaio de aplicação.
Em 14 de julho de 2009, a Microsoft enviou convites à Connect para um teste da compilação prévia de teste oficial do Office 2010.

## Office Web Applications
A Microsoft planejou oferecer uma versão gratuita com base na Web do seu Office Productivity Suite, conhecido como Office Web Applications, que estreia com o lançamento do Office 2010. Office Web irá incluir versões online de Word, Excel, PowerPoint e OneNote. As aplicações web permite colaboração e partilha de documentos e arquivos. As aplicações web também utilizariam da função de interfaces semelhantes às suas congéneres para ambientes desktop.

## Sumário
- Microsoft Access 2010
- Microsoft Excel 2010
- Microsoft InfoPath Designer 2010
- Microsoft InfoPath Filler 2010
- Microsoft OneNote 2010
- Microsoft Outlook 2010
- Microsoft PowerPoint 2010
- Microsoft Publisher 2010
- Microsoft SharePoint Workspace 2010
- Microsoft Word 2010

## Comparação de Edição
| Programs and Features                 | Home and Student | Home and Business | Standard | Professional | Professional Plus | Starter |
| ------------------------------------- | ---------------- | ----------------- | -------- | ------------ | ----------------- | ------- |
| Licenciamento                         | Varejo           | Varejo            | Volume   | Varejo       | Volume            | —       |
| Preço da versão completa (em euros)   | 86,14            | 215,99            | —        | 605,57       | 930,22            | —       |
| Preço da versão atualizada (em dólar) | —                | —                 | —        | —            | —                 | —       |
| Excel                                 | Sim              | Sim               | Sim      | Sim          | Sim               | Sim     |
| OneNote                               | Sim              | Sim               | Sim      | Sim          | Sim               | Não     |
| PowerPoint                            | Sim              | Sim               | Sim      | Sim          | Sim               | Não     |
| Word                                  | Sim              | Sim               | Sim      | Sim          | Sim               | Sim     |
| Outlook                               | Não              | Sim               | Sim      | Sim          | Sim               | Não     |
| Publisher                             | Não              | Não               | Sim      | Sim          | Sim               | Não     |
| Access                                | Não              | Não               | Não      | Sim          | Sim               | Não     |
| Communicator                          | Não              | Não               | Não      | Não          |                   | Não     |
| InfoPath                              | Não              | Não               | Não      | Não          | Sim               | Não     |
| SharePoint Workspace                  | Não              | Não               | Não      | Não          | Sim               | Não     |
| Visio                                 | Não              | Não               | Não      | Não          | Não               | Não     |
| Project                               | Não              | Não               | Não      | Não          | Não               | Não     |